# 1245

## Догађаји
- Први лионски сабор

## Смрти
- 26. август — Рамон Беренгер IV, гроф Провансе